# Quadrangle Alpha Regio
El quadrangle Alpha Regio és un dels 62 quadrangles definits per la cartografia de Venus aprovats per la Unió Astronòmica Internacional.
En els mapes a escala 1 / 5.000.000 (identificat amb el codi V-32) inclou la porció de la superfície de Venus situada en latitud d'entre 0° a 25° S, i longitud entre 0° a 30° E.

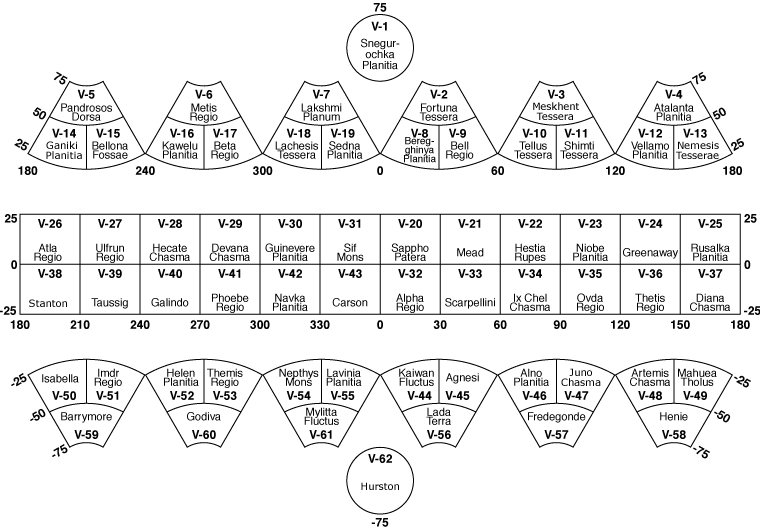
Quadrangles de Venus per a mapes a escala 1/5.000.000

Deu el seu nom a l'Alpha Regio.